# Wolfsbühl (Waldsassen)
Wolfsbühl ist ein Gemeindeteil der Stadt Waldsassen im oberpfälzischen Landkreis Tirschenreuth.

## Geografie
Wolfsbühl liegt im Oberpfälzer Wald, nahe der Grenze zur Tschechischen Republik. Der Weiler liegt dreieinhalb Kilometer nordwestlich von Waldsassen.

## Geschichte
Das bayerische Urkataster zeigt Wolfsbühl in den 1810er Jahren als eine aus fünf Herdstellen bestehende Ortschaft. Diese besteht aus einem relativ geschlossenen Gebäudekomplex und einem abseits davon gelegenen Einzelgehöft, das etwa 400 Meter südöstlich des Ortskernes liegt. Bis in die 1970er Jahre hinein gehörte Wolfsbühl zur Gemeinde Kondrau. Als die Gemeinde Kondrau mit der bayerischen Gebietsreform ihre Selbstständigkeit verlor, wurde Wolfsbühl in die Stadt Waldsassen eingegliedert.
| Jahr          | 001900 | 001925 | 001950 | 001961 | 001970 | 001987 |
| Einwohnerzahl | 35     | 29     | 25     | 29     | 27     | 21     |